# Мері Кольєр
Мері Елізабет Кольєр (англ. Marie Collier; 16 квітня 1927, Балларат — 8 грудня 1971, Лондон) — австралійська співачка (сопрано).
Навчалася у Мельбурнській консерваторії. У 1954 році дебютувала на сцені Національного театру в опері «Сільська честь» П'єтро Масканьї (партія Сантуцци). У 1954—55 роках удосконалювалася в Італії. У 1956—68 роках — солістка театру «Ковент-Гарден» у Лондоні. У 1967 році виступала у театрі «Метрополітен-опера» в Нью-Йорку.
Партії: Аїда, Тоска, Чіо-Чіо-сан, Магда Сорель («Консул» Джанкарло Менотті), Манон Леско («Манон» Жюля Массне), Катерина Ізмайлова; Рената («Вогняний янгол» Сергія Прокоф'єва) та інші.